# Grégory Anquetil

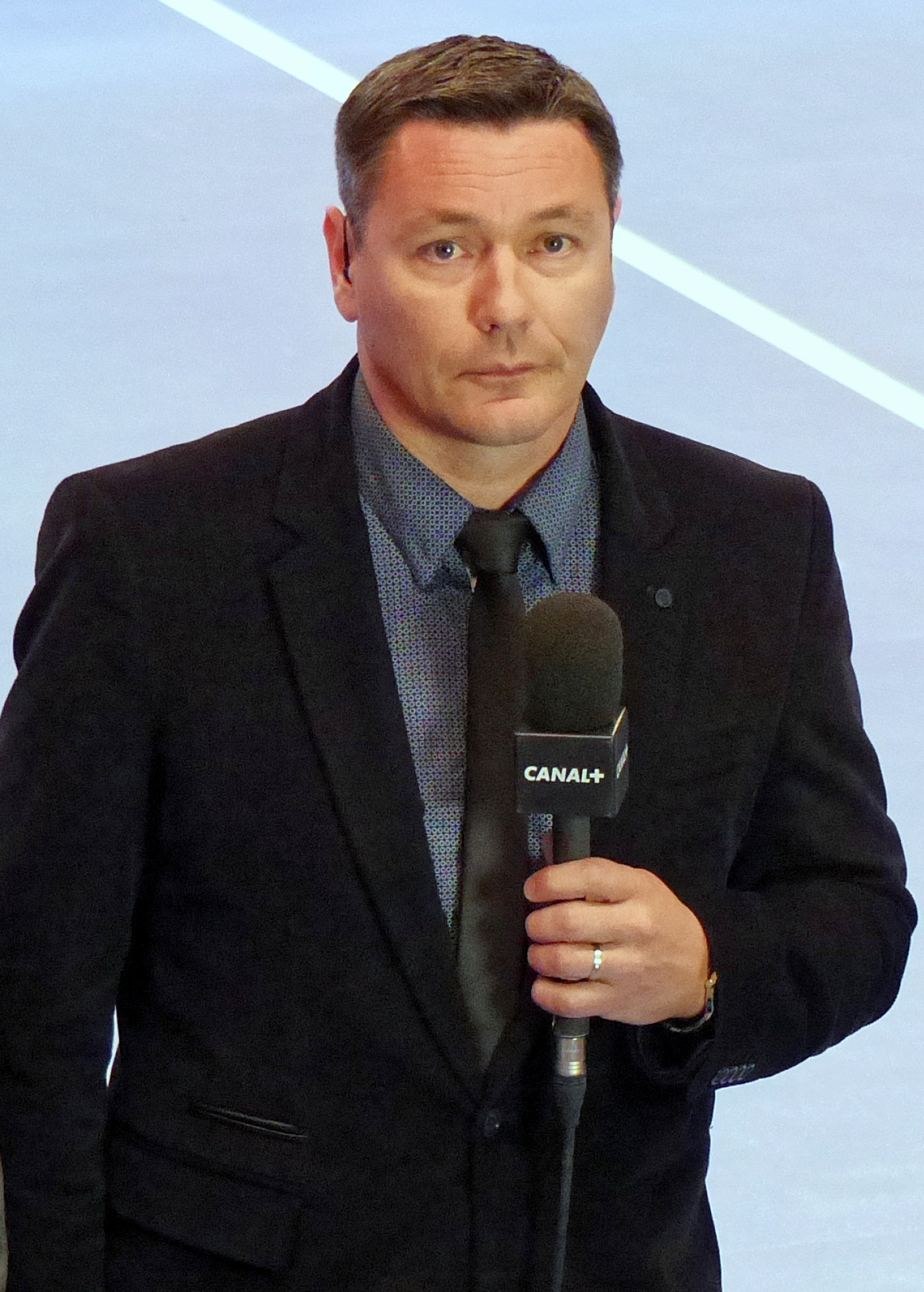
Grégory Anquetil 2014.

Grégory Anquetil, född 14 december 1970 i Harfleur, är en fransk före detta handbollsspelare. Han är vänsterhänt och spelade i anfall som högersexa.
Grégory Anquetil gjorde det sista målet under ordinarie tid, med 11 sekunder kvar, som resulterade i att VM-finalen 2001 på hemmaplan mot Sverige gick till förlängning. Frankrike vann sedan förlängningen och vann därmed sitt andra VM-guld sedan 1995.

## Klubbar
- ESM Gonfreville l’Orcher HB (–1988)
- Montpellier HB (1988–2007)